# Panicum aristellum
Panicum aristellum är en gräsart som beskrevs av Johann es Christoph Christian Döll. Panicum aristellum ingår i släktet vipphirser, och familjen gräs. Inga underarter finns listade i Catalogue of Life.